# Dyckia vestita
Dyckia vestita är en gräsväxtart som beskrevs av Emil Hassler. Dyckia vestita ingår i släktet Dyckia och familjen Bromeliaceae. Inga underarter finns listade i Catalogue of Life.